# Вахрамеев, Всеволод Андреевич
Все́волод Андре́евич Вахраме́ев (25 января [7 февраля] 1912, Ярославль — 14 ноября 1986, Москва) — советский учёный-палеоботаник, специалист в области стратиграфии и палеофлористики мезозоя, член-корреспондент АН СССР (1979).

## Биография
В. А. Вахрамеев родился 25 января (7 февраля) 1912 в городе Ярославль.
Отец А. Н. Вахромеев (1880—1931) был купцом, в 1930 году осуждён на 5 лет по ст. 58, умер в Пермском лагере около Усолье, реабилитирован в 1962 году.

### Образование
В 1927 году окончил школу в Москве. Его учителем был известный географ и автор учебников С. Г. Григорьев.
Дважды пытался поступить на Географический факультет МГУ, но его не приняли из-за «не пролетарского происхождения». Во время поступления на всю жизнь подружился с А. Л. Яншиным и П. Л. Безруковым.
Обучался на курсах общего машиностроения и коллекторских курсах, был вольнослушателем на первом курсе почвенно-геологического отделения 1-го Московского государственного университета.
В 1931—1938 годах учился на Геолого-разведочном факультете Всесоюзного заочного индустриального института (ВЗИИ). Одновременно работал коллектором, геологом НИИ по удобрениям и инсектофунгицидам при Главхимпроме. Получил диплом с отличием, ему присвоена квалификация Горный инженер по специальности — поиски и съёмка.
В 1944 году окончил аспирантуру и защитил кандидатскую диссертацию по теме: «Континентальные мезозойские отложения западной части Каменского района и характер бокситоносности».
В 1956 году окончил Вечерний университет марксизма-ленинизма.

### Научная работа
В 1935—1986 годах работал в Геологическом институте АН СССР.
В 1952 году защитил докторскую диссертацию по теме «Стратиграфия и ископаемые флоры континентальных отложений Западного Казахстана».
С 1956 года — Заведующий отделом (лабораторией) палеофлористики и стратиграфии континентальных отложений. Изучал ископаемые растения юрского и мелового периодов.
Участвовал в работе Международного геологического конгресса:
| Сессия | Год  | Место проведения |
| ------ | ---- | ---------------- |
| 22     | 1964 | Нью-Дели         |
| 23     | 1968 | Прага            |
| 24     | 1972 | Монреаль         |
| 25     | 1976 | Сидней           |
| 26     | 1980 | Париж            |
| 27     | 1984 | Москва           |

В 1967 году ему было присвоено звание профессор.

### Общественная работа
В 1955—1957 годах был избран в Москворецкий районный совет депутатов трудящихся.

В. А. Вахрамеев скончался 14 ноября 1986 года в Москве. Похоронен на Донском кладбище.

## Семья
- Жена (с 1948) — Милютина-Вахрамеева, Елизавета Иннакентьевна[6].

## Членство в организациях
- c 1964 — Почётный член Палеоботанического общества Индии.
- c 1966 — Член юрской подкомиссии в Стратиграфической комиссии, Международный союз геологических наук.

## Награды
- 1946 — Медаль «За доблестный труд в Великой Отечественной войне 1941—1945 гг.»
- 1948 — Медаль «В память 800-летия Москвы»
- 1953 — Орден «Знак Почёта»
- 1970 — Медаль «В ознаменование 100-летия со дня рождения Владимира Ильича Ленина»
- 1975 — Орден Трудового Красного Знамени
- 1975 — Премия имени В. А. Обручева за серию работ по теме «Юрские и меловые флоры Азии, их роль для расчленения и корреляции континентальных отложений, реконструкции климатов и палеогеографии»[7]
- 1976 — Юбилейная медаль «Тридцать лет Победы в Великой Отечественной войне 1941—1945 гг.»
- 1984 — Медаль «Ветеран труда»
- 1985 — Юбилейная медаль «Сорок лет Победы в Великой Отечественной войне 1941—1945 гг.»